# Thomas Chaucer
Thomas Chaucer, né vers 1367 et mort à Ewelme le 18 novembre 1434, est un diplomate et homme politique anglais. Un proche de la maison de Lancastre, il est le président de la Chambre des communes du Parlement d'Angleterre à cinq reprises entre 1407 et 1421, un record « inégalé jusqu'au XVIIIe siècle ». Il est « l'une des figures prééminentes de l'Angleterre du début du XVe siècle ».

## Débuts
Il est le fils de Geoffrey Chaucer ("le père de la littérature anglaise") et de Philippa Roet. Sa famille étant proche de Jean de Gand, le puissant duc de Lancastre, Thomas Chaucer se met au service de ce dernier et l'accompagne en Espagne en 1386. Vers 1390, Jean de Gand le nomme constable à son château Knaresborough. Vers 1395 il épouse Maud Burghersh, un mariage qui l'enrichit de nombreux manoirs et de terres. Dès son accession au trône en 1399, le roi Henri IV le fait par ailleurs constable du château de Wallingford, et le prince Henri, prince de Galles, le fait intendant des Chiltern Hundreds, une région administrative du Buckinghamshire. En 1400, il est nommé shérif de l'Oxfordshire et du Berkshire.

## Carrière parlementaire sous Henri IV
Il est élu une première fois député de l'Oxfordshire au parlement de 1401 (bien que l'élection d'un shérif à la Chambre soit en principe illégale), et réélu en 1402. En 1406, son cousin Henri Beaufort, évêque de Winchester, le fait constable du château de Taunton. Thomas Chaucer n'est pas membres des deux parlements de 1404, mais est de retour à la Chambre des communes pour celui de 1406. Il y « forme un point focal pour les partisans de l'évêque à la Chambre des communes, utilisant ses talents [de député] pour promouvoir les intérêts du prince de Galles, dont Beaufort est désormais un proche allié dans l'espoir d'asseoir un meilleur contrôle sur les affaires du gouvernement ». Réélu au parlement de 1407, Chaucer y est choisi par les députés comme président (speaker) de la Chambre. Cette première présidence s'avère difficile : Chaucer fait face aux tentatives de la Chambre des Lords de brider l'indépendance des communes en matière de vote des impôts. Sous sa présidence, la Chambre des communes obtient du roi Henri IV qu'il n'annonce plus de nouveaux impôts avant d'avoir reçu le consentement des députés. Les députés acceptent in fine l'impôt demandé par le monarque, mais informent le roi qu'ils ne lui octroieront pas ensuite de fonds supplémentaires avant 1410.
Le parlement n'est donc convoqué à nouveau qu'en 1410. Thomas Chaucer y est une nouvelle fois élu député, puis président de la Chambre. Le roi accueille cette élection avec quelque réticence, reconnaissant en Chaucer, et dans le bloc important de députés qui le soutiennent, des partisans d'une influence accrue du jeune prince Henri sur les affaires du royaume. Par ailleurs, les communes refusent certaines des demandes financières du roi. Chaucer est à nouveau speaker du parlement de 1411, où le bloc de députés favorables au prince est amoindri mais davantage véhément, pressant le roi d'abdiquer en faveur de ce dernier. Les relations entre Henri IV et la Chambre des communes sont tendues : Le roi avertit personnellement Thomas Chaucer de ne pas outrepasser ses prérogatives, et les députés, anxieux, demandent au monarque de reconnaître explicitement leur loyauté envers la Couronne.

## Carrière parlementaire sous Henri V
Les archives, incomplètes, n'indiquent pas si Chaucer est le député de l'Oxfordshire au parlement de février 1413, mais cela est très probable. Henri IV décède en mars, le prince Henri devenant alors le roi Henri V. Un nouveau parlement est convoqué en mai, et Chaucer y représente son comté. Le nouveau monarque, qui brigue également la Couronne de France, dépêche Thomas Chaucer négocier à cet effet le soutien de Guillaume, comte de Hollande. Il prend ensuite également part à la mission diplomatique anglaise qui obtient la signature d'une alliance avec Jean Ier de Bourgogne. Thomas Chaucer est de retour en Angleterre pour se faire élire au parlement de novembre 1414, où il est élu président de la Chambre des communes pour la quatrième fois. Ce parlement préfère rechercher une solution diplomatique au désaccord franco-anglais, et éviter la guerre, mais soutient néanmoins la revendication d'Henri V envers la Couronne de France, et lui accorde un budget important en vue de la réalisation de cette ambition.
La guerre de Cent Ans reprend ; Henri V mène avec succès l'assaut anglais contre Honfleur. Malgré son intention initiale, Thomas Chaucer, malade, ne participe pas à cette campagne. Il accompagne toutefois les armées du roi en France en juillet 1417, et prend part aux négociations qui aboutissent à une trêve avec les Français. Il s'emploie par ailleurs à réconcilier son cousin l'évêque Beaufort avec le roi qui, soucieux de l'autonomie de l'Église en Angleterre, l'a contraint de refuser le titre de cardinal octroyé par le pape Martin V sans son accord. Chaucer prend part aux négociations qui amènent à la signature du traité de Troyes de 1420, faisant d'Henri V l'héritier de la Couronne de France. Il siège au parlement de mai 1421, et est à nouveau élu speaker. Sous sa présidence, les députés, bien que réticents, accordent de nouveaux fonds au roi ; ils ratifient par ailleurs le traité de Troyes.

## Carrière parlementaire sous Henri VI
La mort soudaine d'Henri V entraîne une « lutte pour le contrôle du gouvernement, qui débute lorsque le Parlement s'assemble en novembre 1422 ». Il s'agit en effet de décider qui assurera la régence durant la minorité du jeune roi Henri VI. Chaucer y est député et, bien qu'il ne soit pas élu président de la Chambre, « appuie naturellement de toutes ses forces » les ambitions de son cousin Henry Beaufort, usant de son influence considérable aux communes. En janvier 1424, Chaucer est nommé membre de la Cour du Roi, le conseil assurant la régence. Il y soutient son cousin face au rival de celui-ci, Humphrey, duc de Gloucester. Chaucer est toutefois assez peu assidu au conseil, si ce n'est pour y apporter son expertise en matière de politique étrangère. En décembre de cette même année, il est dépêché en France avec John Tiptoft pour y raffermir l'alliance de l'Angleterre avec le duché de Bourgogne. 
Député au parlement de 1426, il ne parvient pas à empêcher la prééminence que prend le duc Humphrey au gouvernement. C'est le « Parlement des battes » : en raison des tensions qui y règnent, les députés ne sont pas autorisés à porter d'épée, et certains s'arment de battes. À l'âge d'environ 60 ans, en 1427, Chaucer est réélu député mais démissionne de la Cour du Roi. Le parlement de 1429, dont il est membre, permet à l'inverse de restaurer l'influence de Henry Beaufort face au duc de Gloucester. Enfin le parlement de 1431, le dernier auquel Thomas Chaucer soit député, vote les crédits pour la poursuite de la guerre en France, mais -comme le souhaitent Beaufort et Chaucer- presse le gouvernement d'y trouver une issue par la négociation. Désormais âgé, Chaucer se fait moins actif aux affaires publiques. Il meurt en 1434. 

## Descendance
Son épouse Maud et lui n'ont qu'un enfant : leur fille Alice. Celle-ci épouse en troisièmes noces William de la Pole, qui sera lord Chambellan d'Henri VI et exercera un temps le pouvoir réel en Angleterre. Le petit-fils d'Alice et William, John, sera fait héritier du trône d'Angleterre par le roi Richard III mais mourra avant de pouvoir y accéder. Un descendant plus lointain sera William Parker, connu pour avoir empêché la conspiration des poudres de 1605.